# Aeropuerto de Quetzaltenango
El Aeropuerto de Quetzaltenango (IATA: AAZ, OACI: MGQZ) es un aeropuerto comercial que está localizado en la ciudad de Quetzaltenango y sirve a los departamentos de Quetzaltenango, Sololá, Totonicapán, Suchitepéquez, Retalhuleu y San Marcos que se encuentran en el occidente de Guatemala.
Anteriormente fue conocido como «Los Altos», «Manuel Estrada Cabrera» o «de Quetzaltenango». Es operado y administrado por la Dirección General de Aeronáutica Civil de Guatemala. El aeropuerto fue elevado a la categoría de Internacional el 4 de agosto de 2023 cuando de forma permanente se instalaron delegaciones migratorias, tributarias y de emergencias para recibir vuelos procedentes de otros países, a partir de ese momento comenzó a llamarse con su nombre actual.
Es el tercer aeropuerto con categoría de Internacional, junto con el Aeropuerto Internacional La Aurora, y el Aeropuerto Internacional Mundo Maya. El primer vuelo internacional que recibió fue el 30 de abril de 2023 cuando aterrizó el avión del cantante Christian Nodal que ofrecería un concierto en la ciudad y que llegaba proveniente de Colombia. En 2024, el aeropuerto de Quetzaltenango se detectó que la internalización del aeropuerto fue sin contar con una certificación o los requisitos mínimos para ser considerado uno. De acuerdo con Carlos Rivero, encargado de los Aeródromos Nacionales y del proceso de certificación del Aeropuerto Mundo Maya de la DGAC, el aeródromo es de uso doméstico y solamente recibe vuelos nacionales. Para que se realice un cambio, el encargado de los Aeródromos Nacionales señaló que la actual administración pidió un plan estratégico para llevar la infraestructura a los niveles óptimos y luego de eso, analizar su transición a un aeropuerto internacional aunque advirtió de que lograr esta certificación depende de la inversión del estado, el presupuesto y análisis. 
Este plan estratégico, comentó Riveiro, cuenta con puntos a corto, mediano y largo plazo. A corto plazo sigue siendo la contratación de más personal y creación de manuales, lo cual, Según Riveiro, esto último ya se comenzó a realizar. Los planes a mediano y largo plazo incluyen la construcción de una torre de control, el reclutamiento de bomberos aeronáuticos, centros de emergencia, operaciones de radio, entre otros.  

## Ubicación
Está ubicado en la ciudad de Quetzaltenango, cabecera del departamento homónimo, a un costado de la Autopista Los Altos ubicada en la Zona 6 de Quetzaltenango; a un costado del Campo De La Feria (CEFEMERQ). Está a 210 km de distancia de la ciudad de Guatemala.

## Descripción
En la actualidad el aeropuerto ofrece sus servicios de forma diurna debido a que no tiene iluminación en la pista para atender vuelos nocturnos. Tiene presencia de delegaciones de Migración, SAT, OIRSA, INGUAT y Bomberos.
El día que se oficializó el cambio de categoría se indicó que por el momento, los Bomberos Voluntarios se encuentran en apresto para atender cualquier emergencia y que se tiene planificada la construcción de una estación de bomberos, una torre de control y el remozamiento de la estructura de la terminal aérea. Además de instalar iluminación en la pista para que pueda operar en la noche.

## Historia
Hasta 2006, el «Aeródromo de Xela» solo constaba de una pista de tierra/grama. No tenía edificio de terminal ni torre de control solo tenía un viejo y pequeño hangar. El tráfico aéreo era nulo debido a que carecía de todos los elementos esenciales para un funcionamiento seguro y libre, fue en 2007 que se comenzó a mejorar la pista de aterrizaje y se realizó un proyecto que tenía como objetivo internacionalizarlo para permitir la llegada de aviones de hasta 200 pasajeros, sin embargo el proyecto no se concretó.

### Aeropuerto Los Altos
El Aeródromo de Quetzaltenango fue sometido a obras de construcción masiva, como parte del programa de rehabilitación de aeropuertos nacionales e internacionales con un costo de 2,000,000 de quetzales. En el 2016 comenzaron las obras de construcción las cuales algunas fueron concluidas y estas incluían:
- - Ampliación, asfaltado y señalización de la pista de aterrizaje y calles de rodaje;
  - Construcción de un edificio terminal para pasajeros y parqueo de aviones;
  - Construcción de una zona de aparcamiento;
  - Construcción de una garita de seguridad;
  - Construcción de un muro perimetral;
  - Área para servicio de una cafetería, una tienda de conveniencia, una tienda libre de impuestos; una tienda de souvenirs y sala de espera para clase económica;
  - Una lujosa sala de espera para clase ejecutiva (inspirada en la Sala Los Añejos del Aeropuerto Internacional La Aurora);
  - Un centro de operaciones de emergencia con el fin de responder con mayor rapidez a los desastres como el Huracán Stan (2005) en el futuro.

Después de realizada esa habilitación se le cambió de nombre a Aeropuerto Los Altos

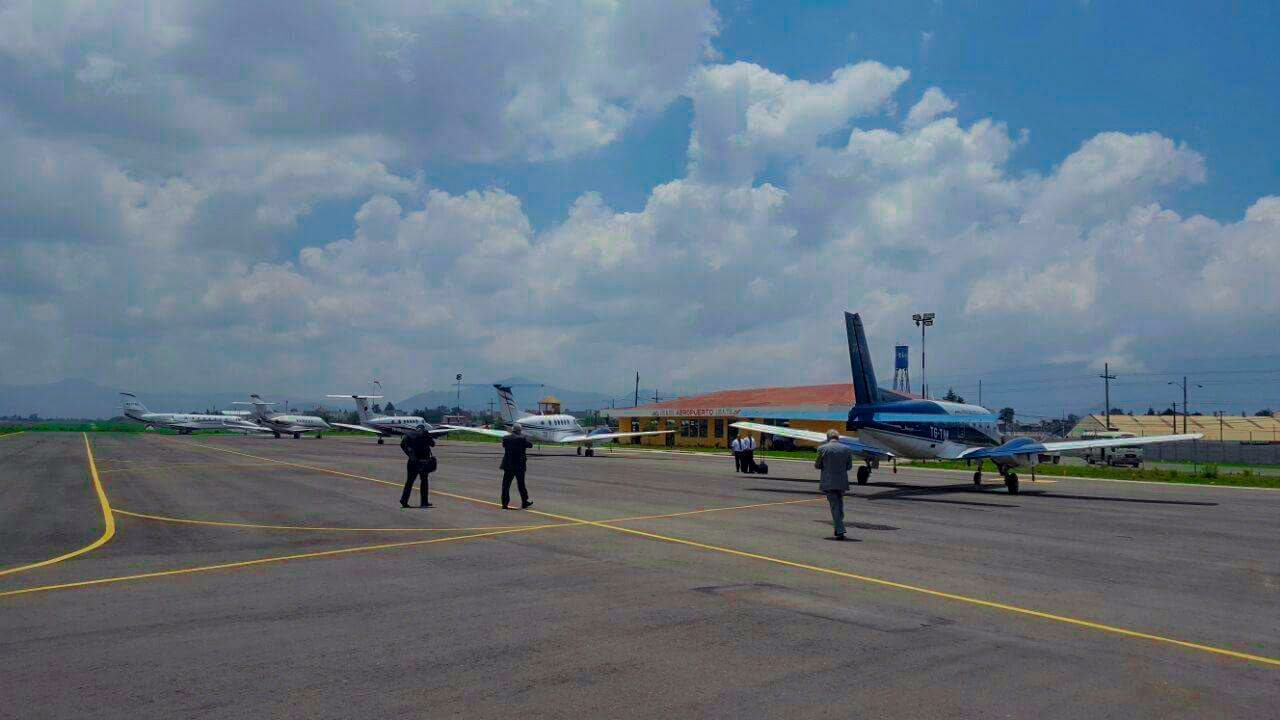
Rampa de abordaje del Aeropuerto Internacional de Occidente

## Beneficios
- Mayor conectividad aérea y viajes con ciudades sureñas de México.[3]
- Beneficios económicos para los departamentos de la Región 6 porque favorece el ingreso de aerolíneas locales, regionales e internacionales directamente al área.[3]
- Aumento del turismo por el incremento de viajeros y visitantes por medio del aeropuerto.[3]

## Aerolíneas y destinos
Actualmente el aeropuerto tiene vuelos comerciales nacionales hacia la Ciudad de Guatemala, Huehuetenango y Flores.

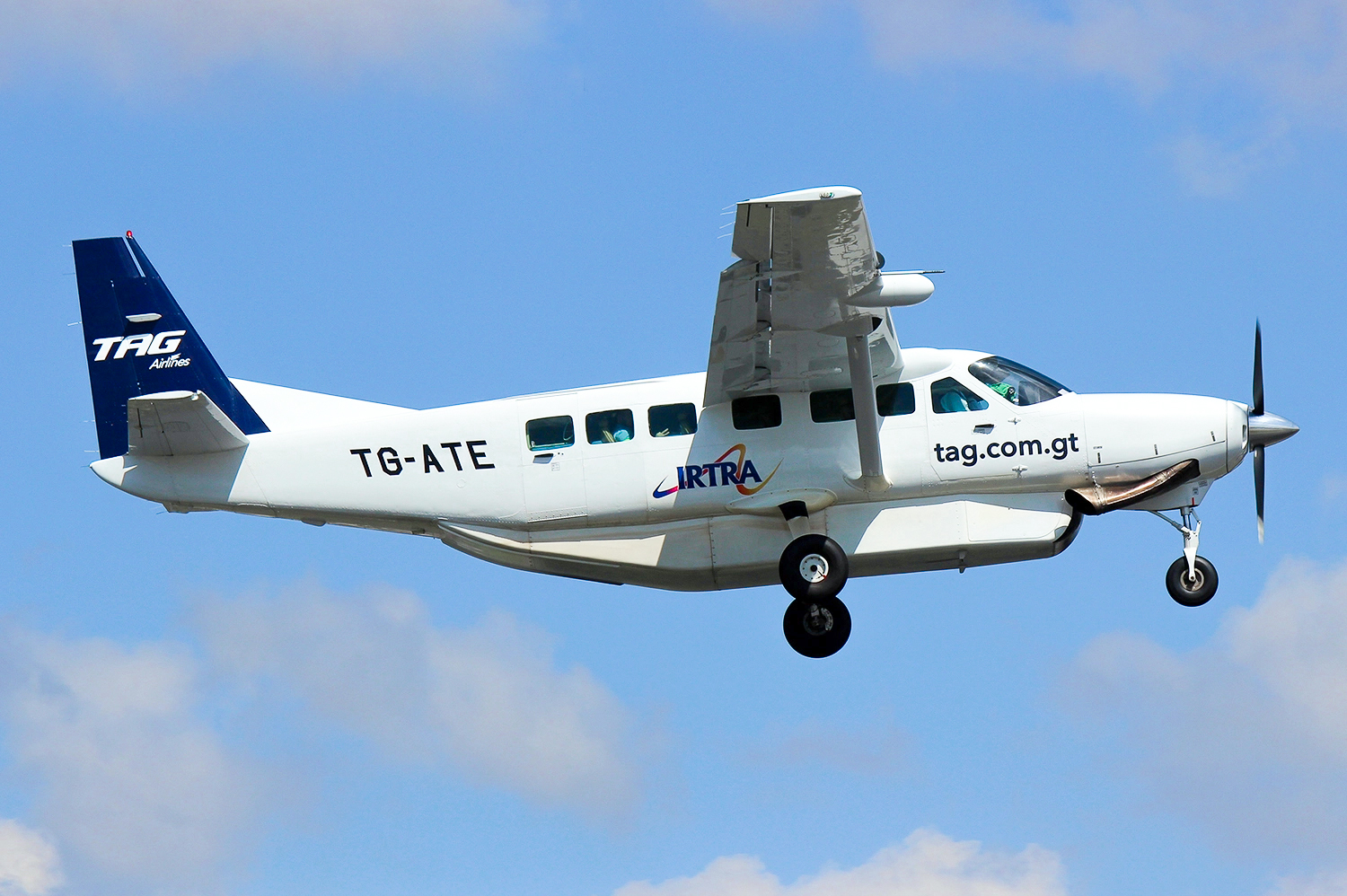
Cessna 208 Grand Caravan de TAG Airlines cubriendo el vuelo 5U715 de Quetzaltenango a Ciudad de Guatemala

#### Aerolíneas
- TAG Airlines - Una ruta diaria
- ARM Aviación (o Aero Rutas Mayas) - Chárter
- RACSA - Carga

### Pasajeros
| ARM Aviación                   | Ciudad de Guatemala (Chárter) |
| TAG Airlines                   | Ciudad de Guatemala           |
| Total: 1 destino, 2 aerolíneas |                               |

### Destinos nacionales
En la actualidad brinda servicio a 1 ciudad dentro del país a cargo de 1 aerolínea.
| Ciudad de Guatemala (GUA) | • |   | 1 |
| Total                     | 1 | 0 | 1 |

## Estadísticas de Tráfico
Ver fuente y consulta Wikidata.
| Año  | Pasajeros Privados | Pasajeros Comerciales | Totales        | Totales           | Totales               |
| ---- | ------------------ | --------------------- | -------------- | ----------------- | --------------------- |
|      | Pasajeros          | Pasajeros             | Vuelos Totales | Pasajeros Totales | Variación Pasajeros % |
| 2014 | N/D                | N/D                   | 1,570          | 3,141             | Sin cambios           |
| 2015 | N/D                | N/D                   | 1,686          | 3,640             | 15.88%                |
| 2016 | N/D                | N/D                   | 1,507          | 3,546             | 2.58%                 |
| 2017 | 3,554              | 3,760                 | 1,043          | 7,314             | 106.26%               |
| 2018 | 3,147              | 4,322                 | 1,814          | 7,469             | 2.11%                 |
| 2019 | 4,113              | 4,186                 | 2,242          | 8,299             | 11.11%                |
| 2022 | 6,725              | 2,297                 | 2,800          | 9,022             | 8.71%                 |
| 2023 | 10,554             | 2,540                 | 5,128          | 13,094            | 45.13%                |